# Sudamericano de Rugby B 2009
El Sudamericano de Rugby B del 2009 fue el décimo torneo de la 2ª división desde la separación por categorías en el 2000. Curiosamente, fue un sudamericano jugado fuera de Sudamérica más precisamente en Costa Rica ya que la federación de ese país es miembro de la Confederación Sudamericana de Rugby desde el 2006 y ofició como anfitriona del evento. La otra particularidad fue que la selección colombiana luego de competir nueve años consecutivos obtiene por primera vez el trofeo.

## Equipos participantes
- Selección de rugby de Colombia (Los Tucanes)
- Selección de rugby de Costa Rica (Los Ticos)
- Selección de rugby de Perú (Los Tumis)
- Selección de rugby de Venezuela (Las Orquídeas)

## Posiciones
| Pos. | Equipo     | Encuentros | Encuentros | Encuentros | Encuentros | Tantos  | Tantos    | Tantos     | Puntos |
| Pos. | Equipo     | jugados    | ganados    | empatados  | perdidos   | a favor | en contra | diferencia | Puntos |
| ---- | ---------- | ---------- | ---------- | ---------- | ---------- | ------- | --------- | ---------- | ------ |
| 1    | Colombia   | 3          | 3          | 0          | 0          | 115     | 13        | + 102      | 9      |
| 2    | Venezuela  | 3          | 2          | 0          | 1          | 68      | 55        | + 13       | 7      |
| 3    | Perú       | 3          | 1          | 0          | 2          | 70      | 66        | + 4        | 5      |
| 4    | Costa Rica | 3          | 0          | 0          | 3          | 19      | 138       | - 119      | 3      |

Nota: Se otorgan 3 puntos al equipo que gane un partido, 2 al que empate y 1 al que pierda

## Resultados[5]

### Primera fecha
| 29 de noviembre 11:00 | Colombia | 33 - 10 | Perú | Club de Polo Los Reyes, San José, Costa Rica |                                  |
|                       |          | Reporte |      | Árbitro(s): Mario Henao Colombia             | Árbitro(s): Mario Henao Colombia |

| 29 de noviembre 13:00 | Costa Rica | 8 - 43  | Venezuela | Club de Polo Los Reyes, San José, Costa Rica |                                     |
|                       |            | Reporte |           | Árbitro(s): Marcelo Piñeyro Uruguay          | Árbitro(s): Marcelo Piñeyro Uruguay |

### Segunda fecha
| 2 de diciembre 11:00 | Costa Rica | 3 - 48  | Colombia | Club de Polo Los Reyes, San José, Costa Rica |                                       |
|                      |            | Reporte |          | Árbitro(s): Emilio Traverso Argentina        | Árbitro(s): Emilio Traverso Argentina |

| 2 de diciembre 13:00 | Venezuela | 25 - 13 | Perú | Club de Polo Los Reyes, San José, Costa Rica |                                     |
|                      |           | Reporte |      | Árbitro(s): Marcelo Piñeyro Uruguay          | Árbitro(s): Marcelo Piñeyro Uruguay |

### Tercera fecha
| 5 de diciembre 11:00 | Costa Rica | 8 - 47  | Perú | Club de Polo Los Reyes, San José, Costa Rica |                                  |
|                      |            | Reporte |      | Árbitro(s): Mario Henao Colombia             | Árbitro(s): Mario Henao Colombia |

| 5 de diciembre 13:00 | Venezuela | 0 - 34  | Colombia | Club de Polo Los Reyes, San José, Costa Rica |                                       |
|                      |           | Reporte |          | Árbitro(s): Emilio Traverso Argentina        | Árbitro(s): Emilio Traverso Argentina |

| Bandera de Colombia |
| Campeón Colombia    |
| Primer título       |